# 훠량
훠량(火亮, 1989년 9월 29일 ~ )은 중화인민공화국의 다이빙 선수이다.
상하이 시 출생이며, 2008년 하계 올림픽 다이빙 남자 10m 플랫폼 싱크로나이즈에서 린웨와 함께 금메달을 획득하였다.
그는 세계 선수권에서 10m 플랫폼 종목의 3연승을 할 수 있던 단 한명의 남성 다이빙 선수이다.